# Аморальный мистер Тис
«Аморальный мистер Тис» (англ. The Immoral Mr. Teas) — первый полнометражный кинофильм, снятый Рассом Мейером и выпущенный на экраны в 1959 году. Фильм относится к жанру эротической комедии и известен широкой демонстрацией женской наготы. При бюджете в 24 тысячи долларов он собрал в независимом прокате больше полутора миллиона долларов.

## Сюжет
Единственное звуковое сопровождение фильма — это голос рассказчика и очень монотонная музыкальная тема. 
Главный герой картины, Мистер Тис (Билл Тис), работает коммивояжёром и продаёт стоматологическое оборудование, разъезжая на своём велосипеде от одной фирмы к другой. Тис — неуклюжий и застенчивый человек, которому нравится подсматривать за целующимися парочками и пялиться на груди всех встречных женщин. Ни одна девушка не обращает на Тиса внимания, даже если он пристально заглядывает ей в декольте. Единственная девушка, с которой он занимается сексом — это проститутка, но даже к ней он подходит нерешительно. После наркоза, вколотого ему дантистом при удалении моляра, Тис понимает, что анестезия дала ему возможность видеть всех встречных девушек абсолютно обнажёнными. На первых порах он счастлив, но вскоре начинает этого стыдиться. Чтобы отдохнуть от работы и повсюду встречающейся наготы, он отправляется на природу, где засыпает во время рыбалки. Там он видит трёх купающихся девушек, которые предстают его взору абсолютно голыми. Этих трёх девушек он встречает каждый день, секретаршу, медсестру и официантку в своём любимом кафе. 
По возвращении домой Тис решает сходить на приём к психиатру, но даже женщину-психиатра он видит голой. Голос за кадром произносит: «С другой стороны, некоторые мужчины рады быть больными (извращёнными)».

## Производство
Фильм был снят за четыре дня весной 1958 года при бюджете в 24 тысячи долларов.
До выпуска «Аморального мистера Тиса» единственными фильмами, в которых демонстрировалась нагота, были либо подпольная порнография, обычно снятая на 16-миллиметровой чёрно-белой плёнке, либо натуристские фильмы, открыто показывающиеся в специализированных кинотеатрах в нудистских лагерях.

## Релиз
«Аморальный мистер Тис» был первым неподпольным американским фильмом со времён доцензурной ранней звуковой эры кинематографа, в котором показывалась женская нагота без натуристского поддекста. Он популяризовал жанр эротической комедии и рассматривается как первый коммерчески жизнеспособный американский эротический фильм. 

## Интересные факты
- Бил Тис, сыгравший главную роль, являлся старым армейским приятелем Расса Мейера ещё со времён Второй мировой войны, и Мейер позволил ему использовать своё настоящее имя в названии фильма[1].
- Во время премьеры, проходившей в кинотеатре города Сан-Диего, показ был остановлен, а плёнка позже конфискована местной полицией. Фильм не демонстрировался около года, до показа в 1960 года в Сиэтле[1].
- Эдвард Джей Лаксо не только написал музыкальное сопровождение, но и выступил в качестве рассказчика.